# تصاوغ
التصاوغ أو المتزامرات أو الزميرات أو المتصاوغات (تشابه الصيغ) أو الأيسومر أو المتجازئ ((بالإنجليزية: isomers)‏ «الإيزوميرات») في الكيمياء، هي جزيئات لها نفس الصيغة الكيميائية وغالبا بنفس نوع الروابط بين الذرات لكنها تختلف في ترتيب المجموعات الوظيفية المختلفة التي تشكل هذه المركبات. عديد من المتناظرات تتشارك في خواص متشابهة إن لم تكن متطابقة في معظم التفاعلات الكيميائية.
وبتعريف آخر هو ظاهرة واسعة الانتشار في الكيمياء العضوية تنص على وجود عدة مركبات عضويه لها الصيغة الجزيئية نفسها وتختلف عن بعضها البعض بخاصيتها الفيزيائية والكيميائية.
ومثال للتصاوغ البروبانول وله الصيغة C3H8O أو C3H7OH ومتناظراته كالتالي:
بروبان-1-أول (إن-بروبيل ألكحول على اليسار) بروبان-2-أول (أيزو بروبيل ألكحول على اليمين)
```
H H H H H H
| | | | | |
H-C-C-C-
O
-H H-C-C-C-H
| | | | | |
H H H H 
O
 H
| 
 H
```

لاحظ أن موضع ذرة الأكسجين يختلف في الشكلين؛ فهي مرتبطة بذرة كربون طرفية في المصاوغ الأيسر، ولذرة كربون وسطية في المصاوغ الأيمن. ويمكن ملاحظة أن عدد المصاوغات يزيد بزيادة عدد الذرات، فمثلا الكحول الآتى بيوتانول C4H10O، له خمس مصاوغات مختلفة.
وفي الشكل السابق يجب ملاحظة أن كل الروابط الموجودة هي روابط أحادية، ولا يوجد أي اختلاف في نوعية الروابط في كل منهما. كما أن عدد الروابط أيضا متساوي. وعلى هذا فإنه يمكن استنتاج أن ثباتهم الكيميائي سيكون متطابق أو شبه متطابق.
وعموما فإنه يوجد مصاوغ آخر للصيغة C3H8O والتي لها خواص مختلفة تماما (ميثيل إثيل إيثر):
```
H H H
| | |
H-C-C-
O
-C-H
| | |
H H H
```

ويلاحظ في الشكل الأخير اختلاف طريقة ترابط الأكسجين مع ذرات الكربون عن الشكلين في الأعلى، حيث أنها متصلة بذرة كربون وذرة هيدروجين في الشكلين بالأعلى بينما ترتبط بذرتي كربون في الشكل الأسفل. ونظرا لعدم وجود مجموعة هيدروكسيل في الشكل الأسفل، فإن المركب في الشكل الأسفل ليس من الكحولات ولكنه ينتمى للإيثرات. وله خواص كيميائية تخنلف تماما عن الكحولات.

## تاريخ المتصاوغات
تم ملاحظة التصاوغ أو التماكب لأول مرة في عام 1825، عندما كان فريدرش فولر يحضر حمض السيانيك ولاحظ أنه برغم أن تركيبه العنصري يماثل فلمينات الفضة (الذي تم تحضيره بواسطة يوستوس فون ليبيغ)، فإن خواصه مختلفة تماما. وقد تحدى هذا الاكتشاف الفكرة السائدة في هذا الوقت، والتي كانت تنص على أن المركبات المختلفة تكون مختلفة لأن لها تركيب عناصر مختلف. وبعد حدوث اكتشافات إضافية مماثلة، مثل اكتشاف فوهلر لليوريا والتي لها نفس تركيب الأمونيوم سيانات، قام بيرزيليوس باقتراح المصطلح «تصاوغ» (Isomerism) لوصف تلك الظاهرة.

## الأشكال المختلفة للتصاوغ

أنواع مختلفة للتصاوغ, وهي تتضمن هنا مثال 2-fluoropropane و 1-fluoropropane (إلى أعلى اليسار) ؛ ومثال cis 2-butene و trans 2-butene (إلى أسفل اليسار).

هناك نوعان رئيسيان للتصاوغ: التصاوغ البنائي (structural isomers) أو البنيوي والتصاوغ الفراغي (stereoisomers).
في التصاوغ البنائي أو تصاوغ صيغة المركب: تكون الذرات ومجموعات وظيفية مرتبطة بطرق مختلفة، كما في مثال بروبيل ألكحول في الأعلى. وهذا الشكل من التناظر يتضمن تصاوغ سلسلي (chain isomerism) والذي فيه تكون سلاسل الهيدروكربون بها تفرعات مختلفة: «تصاوغ موضعي» (position isomerism) والذي يتعامل مع موضع المجموعة الفعالة في السلسلة، و«تصاوغ المجموعات الوظيفية» functional group isomerism حيث تختلف المجموعات الفعالة المرتبطة بكل نظير.
أو بتعبير آخر التماكب البنيوي : هو التماكب يتعلق باختلاف ترتيب الذرات وتسلسل روابطها في الجزيئات العضوية
وله عدة أنواع:
التماكب السلسلي: هو نوع من أنواع التماكب البنيوي توافق فيه المتماكبات تركيبا واحدا وتختلف عن بعضها البعض ببنية الهيكل الكربوني للجزيئات، التماكب الموضعي : هو نوع من أنواع التماكب البنيوي يتعلق باختلاف مواضع الروابط المضاعفه والزمر الوظيفيه في السلاسل الكربونيه التماكب المتامري: نوع من أنواع التماكب البنيوي توافق فيه صيغه جزيئيه مجمله واحده جذورا مختلفه مرتبطه بذره متغايره متعدده التكافؤ،التماكب الوظيفي : هو نوع من أنواع التماكب البنيوي تنتسب إليه المركبات الموافقة لصيغة جزيئة مجملة ذات وظائف كيميائية مختلفة، التماكب النزوحي (التوتومري) : هو ضرب من ضروب التماكب البنيوي التحريكي يتحول فيه مركب مت من صنف معين إلى صنف اخر مع بقاء الترتيب الكيفي والكمي ثابتا دون تغيير.
بينما التصاوغ الفراغي ويعنى به تصاوغ مجسم (في ثلاثة أبعاد): يكون بناء الروابط متطابق، ولكن مواضع الذرات والمجموعات الفعالة في الفراغ يكون مختلفا. وهذا الشكل من التناظر يتضمن: تصاوغ بصري optical isomerism حيث تكون الأيزومرات المختلفة صورة مرآة لبعضها البعض، وتصاوغ هندسي geometric isomerism حيث يمكن أن تدور المجموعات الفعالة الموجودة في نهاية السلسلة في أوضاع مختلفة.
وبينما أن المصاوغات البنائية يكون بينها اختلاف في الخصائص الكيميائية، فإن المصاوغات بصفة عامة تتصرف بنفس الطريقة تقريبا في معظم التفاعلات الكيميائية. ويكون للإنزيمات القدرة على التفرقة بين المصاوغات المختلفة للمركب، كما أن الكائنات الحية ليها آلية في اختيار أحد المصاوغات دون الآخر. كما أن بعض المصاوغات تختلف في طريقة استقطاب الضوء.
ويوجد أيضا أيزومرات توبولوجية تسمى توبايسومر (topoisomer). ويندرج تحت الجزيئات التي بها توبايسومر كاتينان وحمض نووي ريبوزي منقوص الأكسجين. وتقوم الإنزيمات التي بها توبايسوميراز (Topoisomerase) بربط جزيئات DNA وبالتالى تغير من تبولوجيتها.
أيزوتوبايسومر (isotopomers) أو أيزوتوبي (isotopic) هي المتناظرات التي لها نفس العدد من المستبدلات الأيزوتوبية ولكن بوضع كيميائي مختلف.
ويوجد التناظر أيضا في الفيزياء في بعض حالات نواة الذرة، شاهد مماكب نووي

## تصاوغ cis أو trans
تجبر الرابطة المزدوجة بين ذرتين من الكربون الروابط الأربعة المتبقية (إذا كانت مفردة) على التواجد على نفس المستوى ، عموديًا على مستوى الرابطة كما هو محدد بواسطة مدارها π. إذا كانت السندات الموجودة على كل كربون متصلاً بذرات مختلفة ، فمن الممكن أن يكون هناك شكلين متميزين ، يختلفان عن بعضهما البعض من خلال تحريف 180 درجة من إحدى ذرات الكربون حول الرابطة المزدوجة.
المثال الكلاسيكي هو ثنائي كلورو إيثيلين
{\displaystyle {\ce {C2H2Cl2}}}, وبالتحديد فهيكله المتصاوغ هو {\displaystyle {\ce {Cl-HC=CH-Cl}}}
يحتوي على كلور واحد مرتبط بكل كربون. يحتوي على اثنين من الأيزومر (مصاوغين) توافقيين ، مع وجود ذرتي الكلور على نفس الجانب أو على جوانب متقابلة من مستوى الرابطة المزدوجة. يُطلق عليهم تقليديًا اسم رابطة cis (من المعنى اللاتيني "على هذا الجانب من") و trans ("على الجانب الآخر من") على التوالي ؛ أو Z و E في التسمية التي أوصت بها IUPAC. يتطلب التحويل بين هذين الشكلين عادةً كسر الروابط مؤقتًا (أو تحويل الرابطة المزدوجة إلى رابطة واحدة) ، لذلك يعتبر كلاهما تكوينات مختلفة للجزيء.
بشكل عام ، يحدث التماثل (المعروف سابقًا باسم "التماثل الهندسي") في الجزيئات حيث يكون الاتجاه النسبي لمجموعتين وظيفيتين يمكن تمييزهما مقيدًا بإطار صارم إلى حد ما من الذرات الأخرى.

## اقرأ أيضًا
- مقابل غير ضوئي
- مقابل ضوئي
- تصاوغ شكلي
- مصاوغة
- نطاق بروتين
- مجانس (كيمياء)